# علوم حياة 454
علوم حياة 454 هي شركة للتكنولوجيا الحيوية مقرها في برانفورد، كونيتيكت متخصصة في تسلسل الحمض النووي عالي الإنتاجية. استحوذت عليها شركة هوفمان-لاروش في عام 2007 وأغلقتها في عام 2013 عندما أصبحت تقنيتها غير قادرة على المنافسة، على الرغم من استمرار الإنتاج حتى منتصف عام 2016.

## تاريخ
تأسست علوم حياة 454 بواسطة جوناثان روثبرج  وكانت تعرف في الأصل باسم 454 مؤسسة، وهي شركة تابعة لشركة CuraGen. لطريقتهم في التسلسل الجيني منخفض التكلفة، تم منح علوم حياة 454 الميدالية الذهبية للابتكار في وول ستريت جورنال في فئة الطب التكنو-حيوي في عام 2005. كان الاسم 454 هو الاسم الرمزي الذي تمت الإشارة به إلى المشروع في CuraGen ، وليس للأرقام معنى خاص معروف.

## أنظر أيضا
- تسلسل الحمض النووي

## ملحوظات
1. ↑  Hollmer، Mark (17 أكتوبر 2013). "Roche to close 454 Life Sciences as it reduces gene sequencing focus". Fierce Biotech. مؤرشف من الأصل في 2022-06-28.
2. ↑  Park, Andrea (15 Feb 2022). "Quantum-Si taps founder Rothberg, prolific medtech entrepreneur, as interim CEO". Fierce Biotech (بالإنجليزية). Archived from the original on 2022-02-23. Retrieved 2022-02-22.
3. ↑  Totty، Michael (24 أكتوبر 2005). "A Better Idea". The Wall Street Journal. مؤرشف من الأصل في 2015-09-30.
4. ↑  Pollack، Andrew (22 أغسطس 2003). "Company Says It Mapped Genes of Virus in One Day". The New York Times. مؤرشف من الأصل في 2019-10-04.